# 姚花春
姚花春是河南省许昌市鄢陵县柏梁镇出产的一种白酒，源于1975年2月鄢陵县筹建的酒厂，但因文化大革命建厂投产延误，1978年5月才竣工，次年1月方正式投产。酒厂原名鄢陵县酒厂，主要生产“陵溪牌”白酒，后数度改制、易名。1983年10月和五粮液达成协议，引进后者工艺，次年推出升级产品，取代了原所有产品，并于1985年注册了“姚花春”商标。2002年底被私企万发集团收购改制为民企。姚花春乃是以高粱、小麦、糯米、大米、玉米为主料，以五粮液酿制技艺酿成的浓香型白酒。此外，还以白酒为基酒，与北京中医医院合作生产保健药酒仲逸堂养生酒。